# Conestogo River
Conestogo River är ett vattendrag i Kanada.   Det ligger i provinsen Ontario, i den sydöstra delen av landet, 400 km sydväst om huvudstaden Ottawa.
Runt Conestogo River är det i huvudsak tätbebyggt. Runt Conestogo River är det mycket tätbefolkat, med 1 517 invånare per kvadratkilometer.